# 多特蒙德国际象棋超级大赛

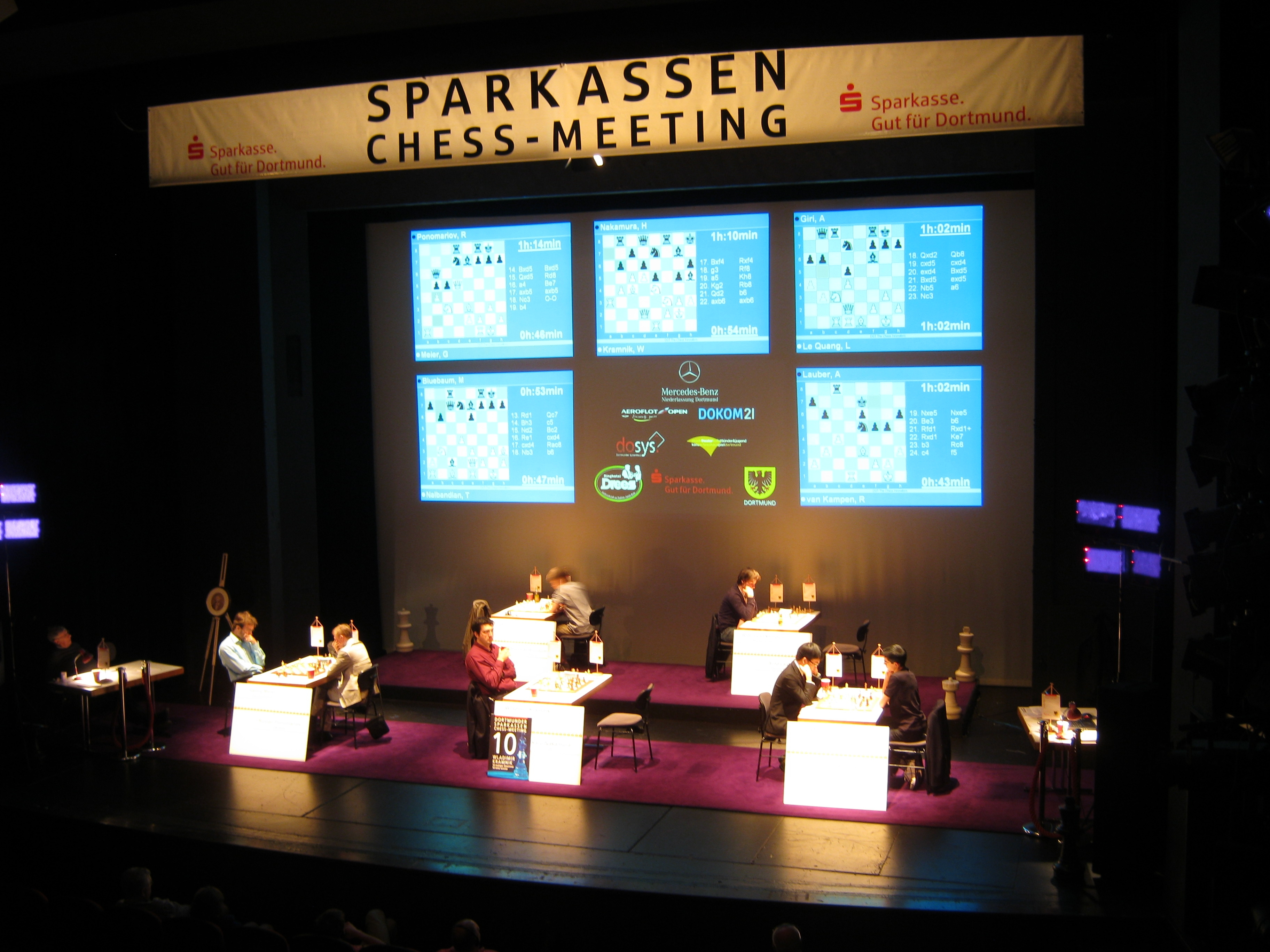
2011年多特蒙德国际象棋超级大赛

多特蒙德国际象棋超级大赛（英語：Dortmund Sparkassen Chess Meeting）是每年夏天在德國多特蒙德舉行的精英國際象棋比賽。多特蒙德是一個只接受邀請的賽事，但有一個多特蒙德的名額是授予每年在莫斯科舉行的俄航盃公開賽的冠軍。
該比賽通常以循環賽或雙循環賽的形式進行。然而它在2002年和2004年採取了一系列的頭對頭比賽的形式。2002年的多特蒙德賽事還值得一提的是，它作為2004年古典世界國際象棋錦標賽的候選人賽。彼得·列科贏得了比賽，在決賽中擊敗维塞林·托帕洛夫。
該比賽的冠名贊助商是Sparkasse Dortmund。

## 外部連結
- 官方网站
- DORTMUND SPARKASSEN CHESS MEETING 2005 的存檔，存档日期2011-09-27.
- The Games of Dortmund Sparkassen 2005 （页面存档备份，存于）
- 2008 edition from TWIC （页面存档备份，存于）